# Metropolitanato de Tiro
El metropolitanato de Tiro o gran metropolitanato de Tiro (en griego: Μητρόπολη Τύρου) fue una sede episcopal metropolitana de la Iglesia del primer milenio o de la Pentarquía dentro del patriarcado de Antioquía. La sede del metropolitano estaba en la ciudad de Tiro, actualmente en el Líbano. El metropolitanato de Tiro fue parte de la Iglesia ortodoxa luego del Cisma de Oriente y existió hasta que la ciudad fue conquistada por los cruzados en 1124 y fue reemplazado por la arquidiócesis de Tiro.

## Territorio
Tiro fue una antigua sede metropolitana en la época romana y bizantina que data de tiempos apostólicos. Desde circa 198 fue la capital de la provincia romana de Fenicia hasta su división  (circa 400), cuando pasó a ser la capital de Fenicia I en la diócesis civil del Oriente. Circa 480 Tiro fue por decisión del patriarca Juan Codonato la primera metrópolis en precedencia del patriarcado de Antioquía. 
De acuerdo a la Notitia Antiochena, la única Notitia Episcopatuum del patriarcado de Antioquía que se conoce, que se supone que data de la segunda mitad del siglo VI y fue elaborada por el patriarca Anastasio de Antioquía (quien gobernó el patriarcado dos veces entre 559 y 570 y entre 593 y 598) el metropolitanato de Tiro se extendía por la costa del mar Mediterráneo desde el torrente de Nahal Kaziv (norte de Israel) hasta el río Litani. Esta demarcación está en la recensión griega publicada en 1884 por Athanasios Papadopoulos-Kerameus.

## Historia

### Tiro en el Nuevo Testamento
El origen histórico de la diócesis se remonta a los tiempos del Nuevo Testamento, en donde se menciona en un proverbio citado por Jesucristo mismo (Mateo 11.21). Según el testimonio del Evangelio de Lucas (6,17), la predicación de Jesucristo también incluyó a algunos fieles de la costa de Tiro y Sidón y Jesús mismo fue a la región de Tiro y Sidón (Marcos 7:24-31) en donde realizó el exorcismo de la hija de una mujer sirofenicia. Algunas fuentes dicen que bebió agua con Juan sentado en una roca junto al manantial de Ain Sur (Fuente de Tiro), que también se conoce como Ain Hiram, que lleva el nombre del rey fenicio. Según la Biblia, Jesús sanó a un gentil (Mateo 15:21; Marcos 7:24) y de esta región muchos salieron para escucharlo predicar (Marcos 3:8; Lucas 6:17, Mateo 11:21–23). Aparentemente, algunos de los que lo siguieron procedían de Tiro. 
Una congregación cristiana se fundó en Tiro poco después de la muerte de san Esteban. La Iglesia de Tiro se menciona en el libro de Hechos de los Apóstoles, ya que estuvo en el camino misionero del apóstol Pablo a su regreso de su tercer viaje misionero desde Mileto a Cesarea en Palestina y Jerusalén (Hechos 21,3-7). Pablo encontró allí una comunidad de discípulos y pasó una semana conversando con ellos. Según Ireneo de Lyon en Contra las herejías la compañera de Simón el Mago era de Tiro.

### Persecuciones romanas
El Vetus Martyrologium Romanum recuerda a varios santos y mártires de Tiro: el obispo Tiranno y muchos otros mártires (20 de febrero), san Ulpiano (3 de abril), san Doroteo (5 de junio), el obispo Metodio (18 de septiembre). El primer obispo documentado de Tiro es Casio, quien, según el testimonio de Eusebio de Cesarea, hacia fines del siglo II (circa 190) participó en el concilio palestino que discutió la cuestión de la fecha del festival de Pascua. Hay más de veinte obispos conocidos de Tiro en el primer milenio cristiano. 
En 198 Tiro se convirtió en la capital de la provincia de Siria Fenicia. Frente al crecimiento del cristianismo en el siglo III, las autoridades romanas apoyaron el paganismo y alentaron la práctica de los antiguos cultos de Tiro, especialmente el culto a Melqart. Cuando el emperador Decio ordenó una persecución general de los cristianos en 250-251, los seguidores de Jesús en Tiro también sufrieron. Según el antiguo obispo e historiador Eusebio, el erudito cristiano Orígenes murió en Tiro alrededor de 253 debido a heridas por tortura. A raíz de la persecución de Diocleciano como la última y más severa persecución de los cristianos en el Imperio romano, los seguidores de Jesús en Tiro también fueron severamente afectados. Según relatos religiosos, uno de los mártires más destacados fue santa Cristina, la hija del gobernador de la ciudad, que fue ejecutada alrededor del año 300, después de que su propio padre la torturara. En 304 se informó que unos 500 cristianos fueron perseguidos, torturados y asesinados en Tiro. Casi al mismo tiempo, un fuerte terremoto golpeó la ciudad una vez más, causando muerte y destrucción. 
Sin embargo, menos de una década después, "el joven y muy rico" obispo Paulino hizo construir una basílica sobre las ruinas de una iglesia demolida en 303, que a su vez probablemente se había construido sobre las ruinas del antiguo templo de Melqart. Según se informa, Orígenes fue enterrado detrás del altar. En 315, solo dos años después del Edicto de Milán sobre el trato benévolo a los cristianos, la catedral fue inaugurada por el obispo Eusebio, quien registró su discurso y, por lo tanto, un relato detallado del sitio en sus escritos. Esto no solo se considera la descripción más antigua de una iglesia, sino que la catedral de Paulino se considera la más antigua de la historia de la Iglesia.

### Metropolitanato de Tiro
El Concilio de Nicea I en 325 aprobó la ya existente organización eclesiástica según la cual el obispo de la capital de una provincia romana (el obispo metropolitano) tenía cierta autoridad sobre los otros obispos de la provincia (sufragáneos), utilizando por primera vez en su canon 6 el nombre metropolitano. Quedó así reconocido el metropolitanato de Tiro en la provincia romana de Fenicia I.
El Concilio de Constantinopla I en 381 reconoció al metropolitano de Antioquía poderes de inspección sobre los metropolitanatos de la diócesis de Oriente. A la muerte del emperador Teodosio I en 395, el Imperio romano se dividió definitivamente y la diócesis civil de Oriente pasó a formar parte de lo que más tarde sería llamado Imperio bizantino o Imperio romano de Oriente.
Su posición de Tiro como metropolitanato fue cuestionada brevemente por la sede de Berito a mediados del siglo V, pero después de 480/481 el metropolitano de Tiro fue reconocido como el primero (prototronos) de todos los metropolitanos sujetos al patriarca de Antioquía. Berito había obtenido el rango de metropolitanato del emperador Teodosio II, poco después del Latrocinio de Éfeso, probablemente en 450. En el Concilio de Calcedonia el 20 de octubre de 451 se debatió sobre la irregularidad de esa promoción y el concilio devolvió a Tiro los seis obispados que Berito había recibido como sufragáneos. Sin embargo, mediante el canon XII conservó el rango de metropolitanato sin sufragáneos. 
Tres concilios regionales fueron realizados en la ciudad de Tiro. El primero, en 335, fue convocado por el emperador Constantino I y tenía por objetivo deponer a Atanasio de Alejandría. El segundo fue realizado en febrero de 449 y tenía por finalidad analizar la causa de Ibas, obispo de Edesa. Finalmente, en 514 o 515, un tercer sínodo, bajo la presidencia de Severo de Antioquía fue convocado para tratar sobre el anterior Concilio de Calcedonia.
En el transcurso del siglo VI, comenzando en 502, una serie de terremotos destrozaron la ciudad y la dejaron disminuida, principalmente en 551. La ciudad permaneció bajo control bizantino hasta que fue capturada por el sasánida Cosroes II en el cambio del siglo VI al VII, y luego se recuperó brevemente. En 636 los árabes musulmanes del Califato ortodoxo expulsaron a los bizantinos de Siria y comenzaron a introducir el islam y la lengua árabe que desplazó al griego. En 640 Tiro fue perdida por los bizantinos y cristianismo en la ciudad comenzó a decaer. En 661 pasó al Califato omeya, fue recuperada brevemente por los bizantinos en 679, en 750 pasó al Califato abasí y en 971 al Califato fatimí. Tras la Revuelta de Tiro y el asedio fatimí de 996 a 998, la ciudad fue saqueada y sus defensores masacrados o esclavizados. 
Después del Gran Cisma entre las Iglesias de Roma y de Constantinopla en 1054, Tiro siguió como parte de la Iglesia ortodoxa, rompiendo la comunión con la Santa Sede de Roma. El patriarca Pedro III de Antioquía intentó arbitrar entre ambas partes y no se definió por el cisma, lo mismo que su breve sucesor Juan IV, pero hacia 1058 el patriarca Teodosio III se consideró en cisma con la Iglesia de Roma sin una declaración formal, lo que fue seguido por el metropolitano de Tiro. En 1086 Tiro cayó en manos de los selyúcidas, pero fue recuperada en 1089 por los fatimíes. Para entonces la mayoría de su población era chiita.
Entre 1111 y 1112 los cruzados sitiaron infructuosamente Tiro, que fue defendida en conjunto por fatimíes y selyúcidas. En 1122 Tiro quedó en manos selyúcidas y fue atacada por los cruzados. Mientras la sitiaban designaron a Eudes como arzobispo de rito latino de la ciudad y sus alrededores, creándose la arquidiócesis de Tiro. Tiro fue capturada el 7 de julio de 1124 y el obispo ortodoxo huyó a Constantinopla, en donde se continuó la sucesión en forma titular.

## Diócesis sufragáneas
Tradicionalmente, el obispo de Jerusalén había sido sufragáneo primero del arzobispo de Tiro y luego del de Cesarea. 
Según la versión crítica de Ernst Honigmann (1925) de la Notitia Antiochena, Tiro tenía trece diócesis sufragáneas, cuyo orden de precedencia era el siguiente:
- Diócesis de Porfirión (actual Jieh)
- Diócesis de Arca de Fenicia, (actual Arqa)
- Diócesis de Tolemaida, (actual Acre, en Israel)
- Diócesis de Sidón (actual Sidón)
- Diócesis de Biblos (actual Biblos)
- Diócesis de Botris (actual Batrún)
- Diócesis de Ortosia en Fenicia
- Diócesis de Arado (actual isla de Arwad)
- Diócesis de Antarado (actual Tartús)
- Diócesis de Cesarea de Filipo o Paneas (actual Banias)
- Diócesis de Rachea o Heraclea (o Heraclea, hoy Rakhlah)
- Diócesis de Trípoli (actual Trípoli)
- Diócesis de Sarepta (actual Sarafand) (en el esquema de Vailhé está en la posición 5)

Tras la redacción de la Notitia Antiochena la sede de Arca de Fenicia fue transferida al nuevo metropolitanato de Emesa, lo que según Siméon Vailhé (1907) debió ocurrir en 761 cuando la cabeza de san Juan Bautista fue trasladada desde un convento a la catedral de Emesa. Honigmann no estuvo de acuerdo y adelantó la creación del metropolitanato a la época anterior a la conquista árabe musulmana de Siria (634-639).
Michel Le Quien en Oriens christianus (1740) y Robert Devreesse en Le patriarcat d’Antioche depuis la paix de l’Église jusqu’à la conquête arabe (1945) mencionan las mismas diócesis, excepto Sarepta. Esta diócesis no está atestiguada en los tiempos preárabes, pero aparece en todas las recensiones de la Notitia Antiochena, en el lugar 5 en las griegas y en el 13 en la siríaca. No fue sin embargo mencionada por Hierocles en el Synecdemus (siglo VI) ni por Jorge de Chipre en Descriptio orbis Romani (600-610), por lo que Honigmann opinó que quizás era una "comópolis" (villa o ciudadela) como lo era Porfirión.

## Episcopologio
- Casio † (fines del siglo II)
- Marino † (circa 250)
- San Tirannio † (mártir en la época de Diocleciano)
- San Metodio ? † [12]
- Paulino † (?-circa 323 nombrado patriarca de Antioquía)
- Zeno I † (mencionado en 325)
- Pablo † (mencionado en 335)
  - Vital † (mencionado en 344) (obispo arriano)
  - Uranio † (mencionado en 359) (obispo arriano)
- San Doroteo I † (?-circa 363)[13]
- Zeno II † (antes de 366-381)
- Diodoro † (381-?)
- Reverencio †
- Ciro † (?-431 depuesto en el Concilio de Éfeso de 431 por ser partidario de Nestorio)
- Beroniciano † (431-?)
  - Ireneo † (?-circa 449 exiliado) (obispo nestoriano)
- Focio † (circa 449 por sucesión-después de 451)
- Doroteo II † (mencionado en 458)
- Juan Codonato † (antes de 482-circa 488 nombrado patriarca de Antioquía)
- Epifanio † (mencionado en 518)
- Eusebio † (mencionado en 553)
- Tomás † (antes de 869-después de 879)

## Sucesión
En la actualidad existen dos diócesis católicas y una ortodoxa que llevan el nombre de Tiro, además de una sede titular católica.
En 1122 los cruzados crearon la arquidiócesis de Tiro bajo dependencia del patriarcado latino de Jerusalén dentro de la Iglesia católica y de rito latino, que en 1124 tomó el control de las iglesias de la ciudad de Tiro. El metropolitano ortodoxo debió refugiarse en Constantinopla, siguiendo en el exilio y luego como sede titular.
En marzo de 1291 los mamelucos tomaron la ciudad de Tiro y destruyeron las iglesias, por lo que el arzobispo latino probablemente murió asesinado. La sede quedó vacante hasta que probablemente en el siglo XIV fue restablecida como arquidiócesis metropolitana titular, teniendo arzobispos desde al menos 1384. Desde el 31 de mayo de 1984 la sede titular católica permanece vacante, como las demás sedes del antiguo patriarcado de Antioquía.
En 1604 fue establecido el metropolitanato greco-ortodoxo de Tiro y Sidón dependiente del patriarcado greco-ortodoxo de Antioquía. Este patriarcado a fines del siglo XVII osciló entre la ortodoxia y el catolicismo y en 1683 el metropolitanato de Tiro y Sidón pasó a la Iglesia católica hasta que su metropolitano fue depuesto en 1722. El patriarcado sufrió un cisma en 1724 y se dividió entre la facción ortodoxa y la facción católica. Dentro de la rama ortodoxa la sede siguió hasta hoy como la arquidiócesis greco-ortodoxa de Tiro y Sidón con sede en Marjayoun. 
Dentro de la rama católica, un nuevo obispo fue nombrado en 1724 y la sede continuó dentro del patriarcado de Antioquía de los melquitas como archieparquía de Tiro y Sidón de los melquitas hasta su división 1752 entre la archieparquía de Tiro de los melquitas y la eparquía de Sidón de los melquitas (o de Sidón y Deir el Qamar). El 18 de noviembre de 1964 pasó a ser archieparquía de Sidón de los melquitas. La sede de Tiro volvió a ser dividida en 1752 creándose la eparquía de Acre (de Ptolemaida o de San Juan de Acre, Haifa, Nazaret y toda la Galilea). Luego fue nuevamente reunida con Tiro e independizada de nuevo en 1804 pero con sede trasladada a Haifa, el 18 de noviembre de 1964 fue elevada a archieparquía de Acre. Las tres sedes greco-melquitas católicas siguen hasta la actualidad.
El 30 de septiembre de 1736 la Iglesia maronita católica se dividió en diócesis creándose la eparquía de Tiro, que fue la sede del patriarcado de Antioquía de los maronitas desde 1819 hasta 1837, cuando pasó a ser la eparquía de Tiro y Sidón. El 10 de febrero de 1900 fue dividida entre la eparquía de Tiro y la eparquía de Sidón de los maronitas. En 1965 la eparquía de Tiro fue elevada al rango de archieparquía y tomó el nombre de Tiro y Tierra Santa, hasta que el 8 de junio de 1996 cedió una parte de su territorio para la creación de la archieparquía de Haifa y Tierra Santa y pasó a denominarse archieparquía de Tiro de los maronitas.